# Chicken shit
«Chicken shit», або частіше «chickenshit» (дослівний переклад з англійської "курячий послід") - це англійський сленговий термін, який зазвичай розглядають як вульгарний . Онлайн-словник Merriam-Webster визначає "chickenshit" (одне слово) як вульгарний прикметник з двома можливими значеннями: "дріб'язковий, незначний" або "той, якому бракує хоробрості, мужності чи ефективності". 

## Боягуз
Цей термін вживається фактично з 1929 року і означає боягузтво. Його можна використовувати і як іменник, і як прикметник; це завжди образа. У жовтні 2014 року певний вищий чиновник в адміністрації Обами назвав прем'єр-міністра Ізраїля Бенджаміна Нетаньяху боягузом (англ. "chickenshit"), додавши, що він не має відваги (англ. "has got no guts"). Держсекретар Джон Керрі вибачився перед прем'єр - міністром, в той час як ізраїльські ЗМІ поспішили з висновками та дослівним перекладом англійської ідіоми.

## Дріб'язковий
У значенні "дріб'язкова, незначна дурниця" може вживатися як іменник, а також як прикметник. Пол Фуссель у своїй книзі "Воєнний час" сказав, що "chickenshit" в цьому значенні має військове коріння: "Chickenshit відноситься до поведінки, яка робить військове життя гіршим: дрібне цькування слабких сильними; відкрита боротьба за владу, авторитет і престижність; садизм тонко замаскований під необхідну дисципліну; постійне «погашення старих рахунків»... Так зване куряче лайно  - замість конячого - або бичачого - або слонячого лайна - тому що курка малодумна, неблагородна і сприймає тривіальне серйозно ". 

## Інші  використання
Фраза "Не можна зробити курячий салат з курячого лайна" (англ. "You can't make chicken salad out of chicken shit") іноді використовується як український відповідник прислів'я «з лайна цукерки не зробиш». Вираз походить щонайменше з 1920-х років, коли для пом'якшення (як евфемізм) фрази "chicken shit" іноді використовувалася фраза "chicken feathers" (куряче пір'я). 
Президент США Ліндон Б. Джонсон одного разу сказав: "Я, можливо, не знаю багато, але я знаю різницю між курячим лайном і курячим салатом". 